# Newton megye (Arkansas)
Newton megye az Amerikai Egyesült Államokban, azon belül Arkansas államban található. Megyeszékhelye és legnagyobb városa Jasper. Lakosainak száma 7225 fő (2020. április 1.). Newton megye Boone, Johnson, Searcy, Pope, Carroll és Madison megyékkel határos.

## Népesség
A megye népességének változása:
| Lakosok száma | 8325 | 8268 | 8088 | 8064 | 7913 | 7225 |
|               | 2010 | 2011 | 2012 | 2013 | 2015 | 2020 |